# Тематска анализа
Тематска анализа је један од најчешћих облика анализе у оквиру квалитативног истраживања. Он наглашава идентификацију, анализу и тумачење образаца значења (или „тема“) унутар квалитативних података.  Тематска анализа се често схвата као метод или техника за разлику од већине других квалитативних аналитичких приступа – као што су утемељена теорија, анализа дискурса, наративна анализа и интерпретативна феноменолошка анализа – које се могу описати као методологије или теоријски засновани оквири за истраживање (они одређују водећу теорију, одговарајућа истраживачка питања и методе прикупљања података, као и поступке за спровођење анализе). Тематску анализу је најбоље сматрати кровним термином за низ различитих приступа, а не јединственом методом. Различите верзије тематске анализе су засноване на различитим филозофским и концептуалним претпоставкама и разликују се у смислу процедуре.

## Типови
Водећи заговорници тематске анализе, психолошкиње Вирџинија Браун и Викторија Кларк разликују три главна типа тематске анализе: приступи поузданости кодирања (примери укључују приступе које су развили Ричард Бојатзис и Грег Гест и колеге), шифрарник приступе (ово укључује приступе као што су анализа оквира, анализа шаблона и матрична анализа) и рефлексивни приступи.
Они описују свој широко коришћен приступ који је први пут представљен 2006. године у часопису Квалитативно истраживање психологије као рефлексивну тематску анализу. Њихов рад из 2006. има преко 120.000 цитата и према Гугл Сколару је најцитиранији академски рад објављен 2006. Популарност овог рада илуструје растуће интересовање за тематску анализу као посебан метод (иако су неки довели у питање да ли је то посебан метод или једноставно генерички скуп аналитичких процедура).

## Опис
Тематска анализа се користи у квалитативним истраживањима и фокусира се на испитивање тема или образаца значења унутар података. Овај метод може нагласити и организацију и богат опис скупа података и теоријски утемељено тумачење значења. Тематска анализа иде даље од једноставног бројања фраза или речи у тексту (као у анализи садржаја) и истражује експлицитна и имплицитна значења унутар података.
Кодирање је примарни процес за развој тема тако што се идентификују ставке од аналитичког интереса у подацима и означавају их ознаком за кодирање. У неким приступима тематске анализе, кодирање прати развој теме и представља дедуктивни процес алоцирања података унапред идентификованим темама (овај приступ је уобичајен код поузданости кодирања и приступа књиге кодова), у другим приступима – посебно Брауновом и Кларковом рефлексивном приступу – кодирање претходи теми развој и теме су изграђене од кодова. Једна од карактеристика тематске анализе је њена флексибилност – флексибилност у погледу теорије оквира, истраживачких питања и дизајна истраживања. Тематска анализа се може користити за истраживање питања о животним искуствима, перспективама, понашању и пракси учесника, факторима и друштвеним процесима који утичу и обликују одређене феномене, експлицитним и имплицитним нормама и 'правилима' која управљају одређеним праксама, као и друштвеним конструкција значења и репрезентација друштвених објеката у одређеним текстовима и контекстима.
Понекад се тврди да је тематска анализа компатибилна са феноменологијом јер се може фокусирати на субјективна искуства учесника и стварање смисла; постоји дуга традиција коришћења тематске анализе у феноменолошким истраживањима. Феноменолошки приступ наглашава перцепције, осећања и искуства учесника као најважнији предмет проучавања. Укорењене у хуманистичкој психологији, феноменолошке белешке дајући глас „другоме“ као кључну компоненту у квалитативном истраживању уопште. Овај приступ омогућава испитаницима да разговарају о теми својим речима, без ограничења везаних за питања са фиксним одговором која се налазе у квантитативним студијама.
Понекад се погрешно претпоставља да је тематска анализа компатибилна само са феноменологијом или искуственим приступима квалитативном истраживању. Браун и Кларк тврде да је њихов рефлексивни приступ подједнако компатибилан са социјално- конструкционистичким, постструктуралистичким и критичким приступима квалитативном истраживању. Наглашавају теоријску флексибилност тематске анализе и њено коришћење у оквиру реалистичких, критичко-реалистичких и релативистичких онтологија и позитивистичких, контекстуалистичких и конструктивистичких епистемологија.
Као и већина истраживачких метода, процес тематске анализе података може се одвијати индуктивно или дедуктивно. У индуктивном приступу, идентификоване теме су снажно повезане са подацима. То значи да се процес кодирања одвија без покушаја да се подаци уклопе у већ постојећу теорију или оквир. Али процеси индуктивног учења у пракси ретко су „чисто одоздо према горе“; није могуће да се истраживачи и њихове заједнице потпуно ослободе онтолошких (теорија стварности), епистемолошких (теорија знања) и парадигматских (уобичајених) претпоставки – кодирање ће увек у извесној мери одражавати филозофско становиште истраживача, а индивидуално/ заједничке вредности у погледу знања и учења.
Дедуктивни приступи, с друге стране, више су вођени теоријом. Овај облик анализе има тенденцију да буде више интерпретативни јер је анализа експлицитно обликована и заснована на већ постојећој теорији и концептима (идеално цитирано ради транспарентности у заједничком учењу). Дедуктивни приступи могу укључивати настојање да се идентификују теме идентификоване у другим истраживањима у скупу података или коришћење постојеће теорије као сочива кроз које се организују, кодирају и тумаче подаци. Понекад се дедуктивни приступи погрешно схватају као кодирање вођено истраживачким питањем или питањима прикупљања података. Тематска анализа такође може комбиновати индуктивни и дедуктивни приступ, на пример у међусобној интеракцији у првом плану између априорних идеја тимова за квалитативне анализе података које предводе клиничари и оних које произилазе из учесника студије и посматрања на терену.

## Различити приступи тематској анализи
Приступи поузданости кодирања имају најдужу историју и често се мало разликују од квалитативне анализе садржаја. Као што име сугерише, они дају приоритет мерењу поузданости кодирања коришћењем структурираних и фиксних шифрарника, употребом вишеструких кодера који раде независно да примењују шифрарник на податке, мерењем поузданости међу оцењивачима или међукодерским споразумом и одређивање коначног кодирања путем консензуса или договора између кодера. Ови приступи су облик квалитативног позитивизма или малих к квалитативних истраживања, који комбинују употребу квалитативних података са процесима и поступцима анализе података заснованим на вредностима истраживања и претпоставкама (квантитативног) позитивизма – наглашавајући важност успостављања поузданости кодирања. и посматрање субјективности или 'пристрасности' истраживача као потенцијалне претње за поузданост кодирања која мора бити садржана и 'контролисана' како би се избегло мешање 'резултата' (са присуством и активним утицајем истраживача). Бојацис представља свој приступ као приступ који може 'премостити поделу' између квантитативних (позитивистичких) и квалитативних (интерпретивистичких) парадигми. Неки квалитативни истраживачи су критични према употреби структурираних кодова, више независних кодера и мера поузданости међу оцењивачима. Џенис Морз тврди да је такво кодирање нужно грубо и површно да би се олакшао договор о кодирању. Браун и Кларк тврде да сви споразуми о кодирању показују да су кодери обучени да кодирају на исти начин, а не да је кодирање 'поуздано' или 'тачно' у односу на основне појаве које су кодиране и описане.
Приступи шифарника као што су анализа оквира, анализа шаблона и матрична анализа усредсређени су на употребу структурираних кодова, али – за разлику од приступа поузданости кодирања – наглашавају у већој или мањој мери квалитативне истраживачке вредности. И приступ поузданости кодирања и приступ шифранту обично укључују рани развој теме – са свим или неким темама развијеним пре кодирања, често након упознавања неких података (читање и поновно читање података како би се блиско упознали са њиховим садржајем). Када се теме развију, креира се књига кодова - ово може укључивати почетну анализу дела или свих података. Подаци се затим кодирају. Кодирање укључује додељивање података унапред одређеним темама користећи шифрарник као водич. Шифарник се такође може користити за мапирање и приказ појављивања кодова и тема у свакој ставци података. Теме су често заједничке теме о којима расправљају Браун и Кларк.
Рефлективни приступи центрирају органске и флексибилне процесе кодирања – не постоји књига кодова, кодирање може да предузме један истраживач, ако је више истраживача укључено у кодирање, ово се концептуализује као процес сарадње, а не као процес који би требало да води до консензуса. Појединачни кодови нису фиксни – могу се развијати током процеса кодирања, границе кода се могу поново исцртати, кодови се могу поделити на два или више кодова, скупити са другим кодовима и чак промовисати у теме. Рефлективни приступи обично укључују каснији развој теме – са темама створеним спајањем сличних кодова. Теме треба да обухвате заједничко значење организовано око централног концепта или идеје.
Браун и Кларк и колеге су критиковали тенденцију да се превиди разноликост унутар тематске анализе и неуспех да се препознају разлике између различитих приступа које су зацртали. Они тврде да овај неуспех доводи до непромишљеног 'мешања' њиховог приступа са некомпатибилним техникама и приступима као што су шифре, консензусно кодирање и мерење поузданости међу оцењивачима.

## Шест фаза тематске анализе
По психолошкињама Браун и Кларк, следећих шест фаза чине тематску анализу:
| Фазе | Процес | Резултат                                                                                       | Уноси у дневник о рефлексивности |
| ---- | --- | ---------------------------------------------------------------------------------------------- | --- |
| 1.   | Читајте и поново читајте податке како бисте се упознали са оним што подаци подразумевају, обраћајући посебну пажњу на обрасце који се јављају. | Прелиминарни "старт" кодови и детаљне напомене.                                                | Наведите почетне кодове у дневнику, заједно са описом шта сваки код значи и извор кода. |
| 2.   | Генеришите почетне кодове тако што ћете документовати где и како се обрасци појављују. Ово се дешава смањењем података где истраживач скупља податке у ознаке како би креирао категорије за ефикаснију анализу. Компликација података је такође завршена овде. Ово укључује истраживача да закључује шта кодови значе. | Свеобухватни кодови како подаци одговарају на истраживачка питања.                             | Наведите детаљне информације о томе како и зашто су кодови комбиновани, која питања истраживач поставља о подацима и како су кодови повезани.                                                                          |
| 3.   | Комбинујте кодове у свеобухватне теме које тачно приказују податке. У развијању тема важно је да истраживач тачно опише шта теме значе, чак и ако се чини да се тема не „уклапа“. Истраживач такође треба да опише шта недостаје анализи.                                                                              | Списак тема кандидата за даљу анализу.                                                         | Часописи о рефлексивности треба да забележе како су кодови интерпретирани и комбиновани да формирају теме. |
| 4.   | У овој фази, истраживач посматра како теме подржавају податке и свеобухватну теоријску перспективу. Ако се анализа чини некомплетном, истраживач треба да се врати и пронађе шта недостаје. | Кохерентно препознавање начина на који су теме обликоване да испричају тачну причу о подацима. | Белешке треба да укључују процес разумевања тема и како се оне уклапају заједно са датим кодовима. Одговори на истраживачка питања и питања заснована на подацима морају бити веома сложени и добро подржани подацима. |
| 5.   | Истраживач треба да дефинише шта је свака тема, који аспекти података се прикупљају и шта је интересантно у вези са темама. | Свеобухватна анализа онога што теме доприносе разумевању података.                             | Истраживач треба да опише сваку тему у неколико реченица. |
| 6.   | Када истраживачи напишу извештај, морају да одлуче које теме дају значајан допринос разумевању онога што се дешава у подацима. Истраживачи би такође требало да спроводе „проверу чланова“. Овде се истраживачи враћају узорку који је при руци да виде да ли је њихов опис тачан приказ.                              | Дебео опис резултата.                                                                          | Обратите пажњу зашто су одређене теме корисније за давање доприноса и разумевање шта се дешава у оквиру скупа података. Опишите процес избора начина на који ће се резултати извести.                                  |